# آگوسان جنوبی

آگوسان جنوبی در نقشه فیلیپین.

آگوسان جنوبی یا آگوسان دل سور (Agusan del Sur) یکی از استان‌های کشور فیلیپین است. این استان در جنوب این کشور قرار گرفته است و بخشی از جزیره میندانائو به شمار می‌رود.
مرکز این استان شهر پروسپریداد است. جمعیت آن بیش از پانصد و پنجاه هزار نفر است. مساحت این استان کمتر از نه هزار کیلومتر مربع است .